# Elisabeth Schmid (Politikerin)
Elisabeth Schmid (* 19. November 1923; † 25. September 2014) war eine Schweizer Politikerin (CVP) und erste Grossratspräsidentin des Kantons Aargau.

## Biografie
Elisabeth Schmid wuchs in Wettingen auf und heiratete im Alter von 25 Jahren Josef Schmid, der von 1949 bis 1969 ebenfalls Aargauer Grossrat war. Sie zog 1973 bei der ersten Wahl nach der Einführung des Frauenstimmrechts in den Grossen Rat ein. Dort wurde sie am 30. April 1985 mit 181 von 184 gültigen Stimmen zur ersten Grossratspräsidentin des Kantons gewählt. Nach 16 Jahren schied sie 1989 aus dem Grossen Rat aus.